# Serguéi Belov
Serguéi Aleksándrovich Belov (en ruso: Серге́й Алекса́ндрович Бело́в; Naschókovo, óblast de Tomsk, 23 de enero de 1944 – Perm, 3 de octubre de 2013) fue un jugador y entrenador de baloncesto de la URSS.
Se le considera como uno de los mejores jugadores europeos de baloncesto de todos los tiempos, y fue el primer jugador no estadounidense incluido en el Basketball Hall of Fame de Indiana. A nivel internacional tiene un palmarés único, con 15 medallas en competiciones internacionales con la Unión Soviética y tres como entrenador con Rusia.

## Primeros años
Belov nació en la localidad de Nashchyokovo, Distrito de Shegarsky, Óblast de Tomsk, Unión Soviética. En 1968, se convirtió en Maestro Honorífico del Deporte de la URSS. Se convirtió en Entrenador Honorífico de Rusia en 1995, y fue Presidente de la Federación Rusa de Baloncesto en el periodo 1993-98.

## Carrera profesional
Participó en cuatro Juegos Olímpicos con la selección de la URSS. Entre sus participaciones está la famosa final de 1972 en donde la URSS ganó en la final a los Estados Unidos después de los últimos segundos más controvertidos de la historia del baloncesto internacional (51-50). Los estadounidenses ganaban por un punto después de dos tiros libres conseguidos (49-50), pero había sonado la sirena de la mesa antes del segundo tiro (tiempo muerto pedido por el banco soviético), pero no se llegó a conceder antes del tiro libre, creando una controversia sobre cuantos segundos quedaban para el final del partido. En un principio, la mesa considera que quedaban 3 segundos, se descuentan dos segundos y se llega al pitido final sin canasta soviética. Una nueva consideración de la mesa, con intervención del Secretario General de la FIBA Renato William Jones, hace que se vuelva a poner los tres segundos que quedaban inicialmente y se conceda la posesión con saque de banda al equipo soviético por tercera vez. Los soviéticos hacen un pase largo de su lado del campo a la otra canasta donde los dos defensores del pívot Aleksandr Belov, Kevin Joyce y Jim Forbes, caen desequilibrados y Belov consigue hacer una canasta fácil ante los sorprendidos ojos de los estadounidenses. A pesar de las muchas protestas americanas, el resultado se consideró válido. Belov marcó 20 puntos durante este partido.
Además de esa medalla de oro, Serguéi Belov ganó con la selección soviética otras tres medallas de bronce en los Juegos Olímpicos de 1968, 1976 y 1980.
Fue también dos veces campeón del mundo, en 1967 y 1974, y cuatro veces Campeón de Europa. 
Con su club el CSKA de Moscú, el club del Ejército soviético, fue dos veces campeón de la Copa de Europa (antecesora de la Euroliga) en 1969 y 1971 y finalista en otras dos, en 1970 y 1973. De esas cuatro finales en las que participó, fue nombrado mejor jugador del partido en tres.
La victoria de 1969 la obtuvo durante su primera temporada con el CSKA de Moscú. Esta victoria se obtuvo en España, en Barcelona, ante el Real Madrid. Los soviéticos, no siendo conscientes de la rivalidad entre los clubes de Madrid y Barcelona en España, se sorprendieron por el apoyo de parte del público hacia ellos. El CSKA finalmente ganó el partido después de un doble tiempo extra con un marcador de 103 a 99. Belov anotó 19 puntos durante los cincuenta minutos que pasó en la cancha.
Su segundo título europeo fue dos años después del primero, en Amberes, en una final entre los dos clubes finalistas de la temporada anterior, antes el Ignis de Varese. Esta final se jugó en ausencia del entrenador Aleksandr Gómelski. En aquel momento se le prohibió a Gómelski viajar al extranjero, pues las autoridades soviéticas temían una deserción por su parte debido a su origen judío. El CSKA se toma la revancha y gana el partido con un marcador de 67 a 53..
En los Juegos Olímpicos de Moscú  en 1980 fue elegido para encender la llama olímpica.

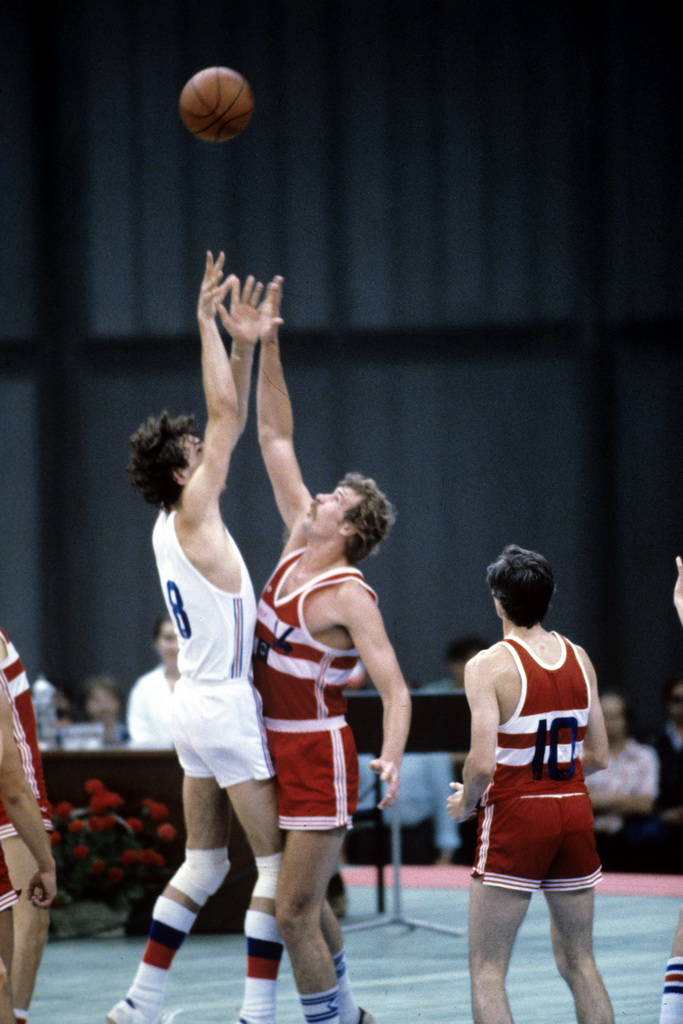
Partido durante los Juegos Olímpicos de 1980 entre La URSS y Checoslovaquia. Belov aparece de espaldas, con su número tradicional, el 10.

Posee el récord de medallas en mundiales, junto con los brasileños Amaury Pasos, Ubiratan Pereira Maciel y Wlamir Marques, los yugoslavos Krešimir Ćosić y Dražen Dalipagić, con cuatro medallas cada uno. 
También posee el récord de medallas en Eurobasket, junto con el yugoslavo Krešimir Ćosić  y el español Pau Gasol, con 7 medallas.
En 1999 comenzó una nueva etapa como entrenador. Se fue a los Urales para revivir el baloncesto allí. Belov asumió el papel de entrenador en jefe del club de Perm "Ural-Great". Con el apoyo del presidente del club, el apoyo de las autoridades locales y numerosos fanáticos, Belov logró formar un equipo con  calidad de juego y en 1 o 2 temporadas llevar al equipo a altas cotas. En la temporada 2000/2001, El Ural Great ganó por primera vez en la historia el título de campeón de Rusia. En la categoría del mejor equipo del país, el club recibió una invitación para participar en el Campeonato de Euroliga (ULEB). En la temporada 2001/2002, el equipo renovado volvió a ganar el campeonato ruso, continuó actuando con confianza en la Euroliga y en 2003 ganó la Copa de Rusia. En la temporada 2005-06, el club ganó la Copa Challenge FIBA. En 2006-2008, Sergey Belov fue el presidente del club "Ural-Great".
Fue presidente de la Federación Rusa de Baloncesto entre 1993 y 1998.
Serguéi Belov falleció el 3 de octubre de 2013 a causa de una larga enfermedad.

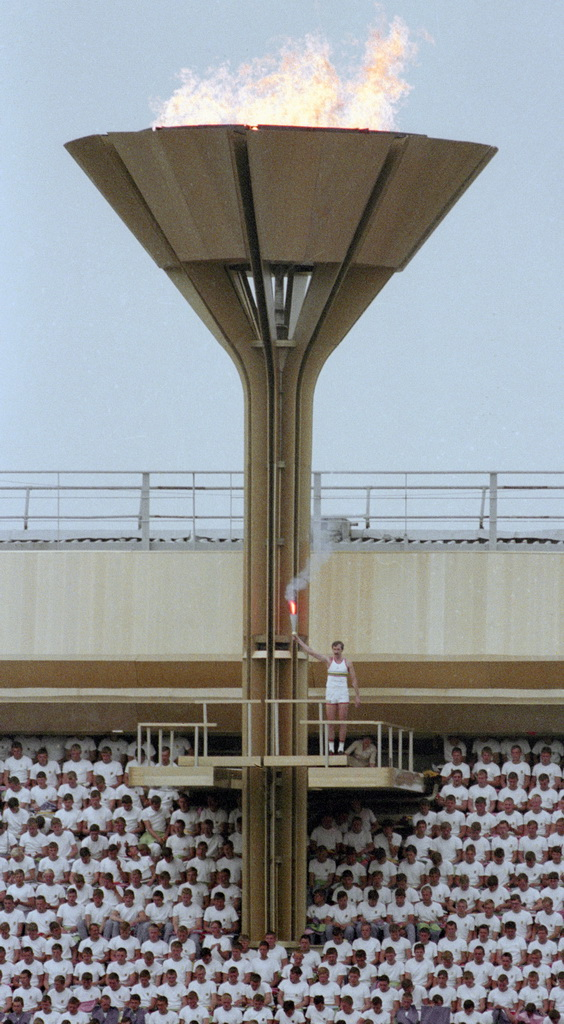
Below encendiendo la llama olímpica durante la ceremonia de apertura de los Juegos Olímpicos de Moscú de 1980.

## Clubes
Como jugador
- 1964-67 Uralmash (Sverdlovsk)
- 1968-80 CSKA Moscú

Como entrenador
- 1981-1982 : CSKA Moscú
- 1991-1993 : Cassino
- 1999-2002 : Ural Great Perm

## Palmarés

### Como jugador

#### Clubes
- Copa de Europa de Campeones de Liga (Antecesora de Euroliga): 1969, 1971
- Finalista Copa de Europa de Campeones de Liga: 1970, 1973
- 11 veces campeón de la liga de la URSS: de 1969 a 1974, y de 1976 a 1980
- Medalla de oro en la Espartaquiada en 1971, 1975, y 1979

#### Selección nacional
- Juegos Olímpicos de verano
  - Medalla de oro, 1972, Múnich
  - Medalla de bronce, 1968, México
  - Medalla de bronce, 1976, Montreal
  - Medalla de bronce, 1980, Moscú

- Campeonatos del mundo
  - Medalla de oro, 1974
  - Medalla de oro, 1967
  - Medalla de plata, 1978

- Campeonatos de Europa
  - Medalla de oro, 1979
  - Medalla de oro, 1971
  - Medalla de oro, 1969
  - Medalla de oro, 1967
  - Medalla de plata, 1977
  - Medalla de plata, 1975
  - Medalla de bronce, 1973

### Como entrenador

#### Selección nacional
- Campeonatos del mundo
  - Medalla de plata, 1994, Toronto
  - Medalla de plata, 1998, Atenas

- Campeonato de Europa
  - Medalla de bronce, 1997, Barcelona

#### Clubes
- Campeón de Rusia, 2001

### Distinciones individuales
- Nombrado mejor Jugador de las finales de la Copa de Europa en 1970, 1971, 1973
- Incluido en el Hall of Fame del Baloncesto de Indiana (primer no estadounidense).[4]
- Miembro del FIBA Hall of Fame (2007).
- Mejor jugador del Eurobasket de 1969

## Vida personal
Tuvo una hija de su primer matrimonio. Con su segunda esposa, Lydia,  vivió unos 20 años. El hijo Alejandro nacido en esta unión, desde los tres años se hizo amigo del balón y del gimnasio. Se educó en Estados Unidos, donde también jugaba al baloncesto. Al regresar del extranjero a Rusia en 2000, sufrió una grave enfermedad. Desde 1997, Sergey Alexandrovich estuvo casado por tercera vez con la campeona olímpica de baloncesto de Barcelona-1992, la jugadora Svetlana Zabolúyeva. Su relación se originó durante los Juegos Olímpicos de 1996, donde la selección rusa, que él entrenaba, no pudo clasificarse.

## Homenajes
El avión de Aeroflot modelo Airbus 321 con matrícula VQ-BTU al que le fue dado el nombre de Sergey Belov.

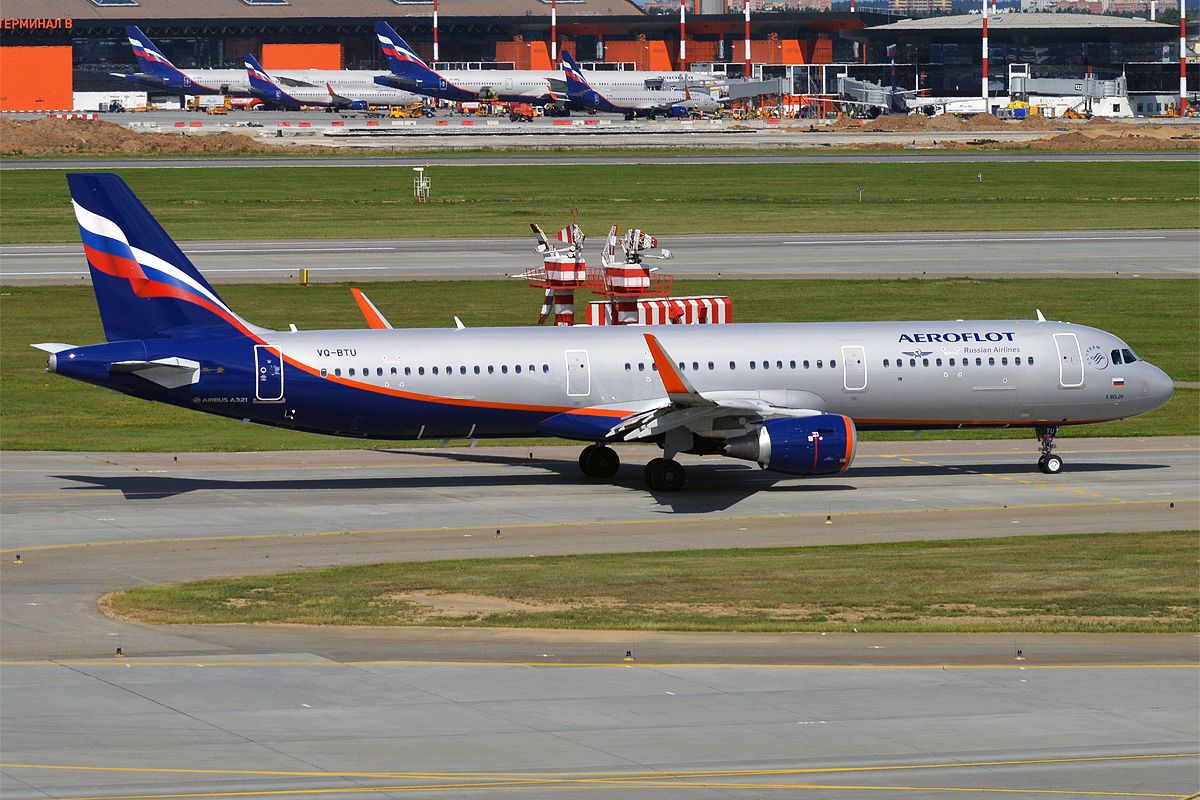
Avión de la línea aera rusa Aeroflot con matrícula VQ-BTU nombrado con el nombre de Sergey Belov.

El asteroide 296638 Sergeibelov, descubierto por Timur Kryachko en 2009, fue bautizado en su memoria.  La cita oficial fue publicada por el Minor Planet Center el 16 de marzo de 2014 